# 34569 Bryanlim
34569 Bryanlim è un asteroide della fascia principale. Scoperto nel 2000, presenta un'orbita caratterizzata da un semiasse maggiore pari a 2,7959459 au e da un'eccentricità di 0,0580080, inclinata di 5,25948° rispetto all'eclittica.